# Nicolas de Normandie
Nicolas de Normandie (Nicholaus), (1027/1028-1092) est un moine bénédictin, 4e abbé de l'abbaye Saint-Ouen de Rouen.

## Biographie
Nicolas de Normandie, né en 1026/1027, est le fils légitime ou naturel du duc Richard III de Normandie. Il est surnommé Nicolas le Lévite par Orderic Vital. Alors que les prénoms des princes normands sont généralement Guillaume, Robert et Richard, Véronique Gazeau laisse également entendre que son prénom Nicolas ne serait pas celui donné par son père, mais celui que lui aurait attribué l’abbé Isembert.
Des divergences existent sur la date de début de son abbatiat. Orderic Vital dit qu'il est choisi « in adolescentia » quelques années après avoir été envoyé comme oblat à Fécamp, relégué par son oncle Robert le Magnifique. Il semble que Guillaume le Conquérant ait cherché à asseoir son autorité en le nommant abbé de Saint-Ouen et en empêchant des factions qui lui étaient hostiles de revendiquer le duché en son nom.
Pour la conquête de l'Angleterre, il fournit à Guillaume 15 navires et 100 soldats.
L'abbé Nicolas de Normandie reconstruit, à partir de 1062, l'église carolingienne en style roman. Dédiée à Saint-Pierre, elle accueille sa sépulture en 1095. En 1090, il avait fait acquisition par l'abbé Odon de Saint-Médard de Soissons de la tête de Saint-Romain, le bras de Saint-Godard, les reliques de Saint-Rémi, Saint-Médard, des Saint-Innocents, Saint-Sérène. Il a également entrepris la restauration des bâtiments monastiques. L’abbatiale est dédicacée après sa mort le 17 octobre 1126. Après son incendie en 1248, il reste aujourd’hui de l'abbatiale romane une absidiole à deux étages appelée la tour des Clercs. D'après des fouilles réalisées en 1885, les dimensions de l'abbatiale romane sont comparables à celle gothique visible de nos jours. Le chœur suivait le plan bénédictin. La nef possédait des bas-côtés et le transept faisait 54 m de large.
Il part en 1091 pour Jérusalem. Il meurt sur son voyage de retour le 27 février 1092 à Nicée. D'abord inhumé à Nicée, il est ramené et enterré devant l'autel de Notre-Dame, au milieu du chœur, selon les Interpolations d'Orderic Vital à Guillaume de Jumièges. On peut aujourd’hui voir son gisant qui a été élevé par Jean Roussel, détruit puis relevé par la fabrique en 1869, du côté nord de la chapelle axiale dédiée à la Vierge.